# 彩虹經濟

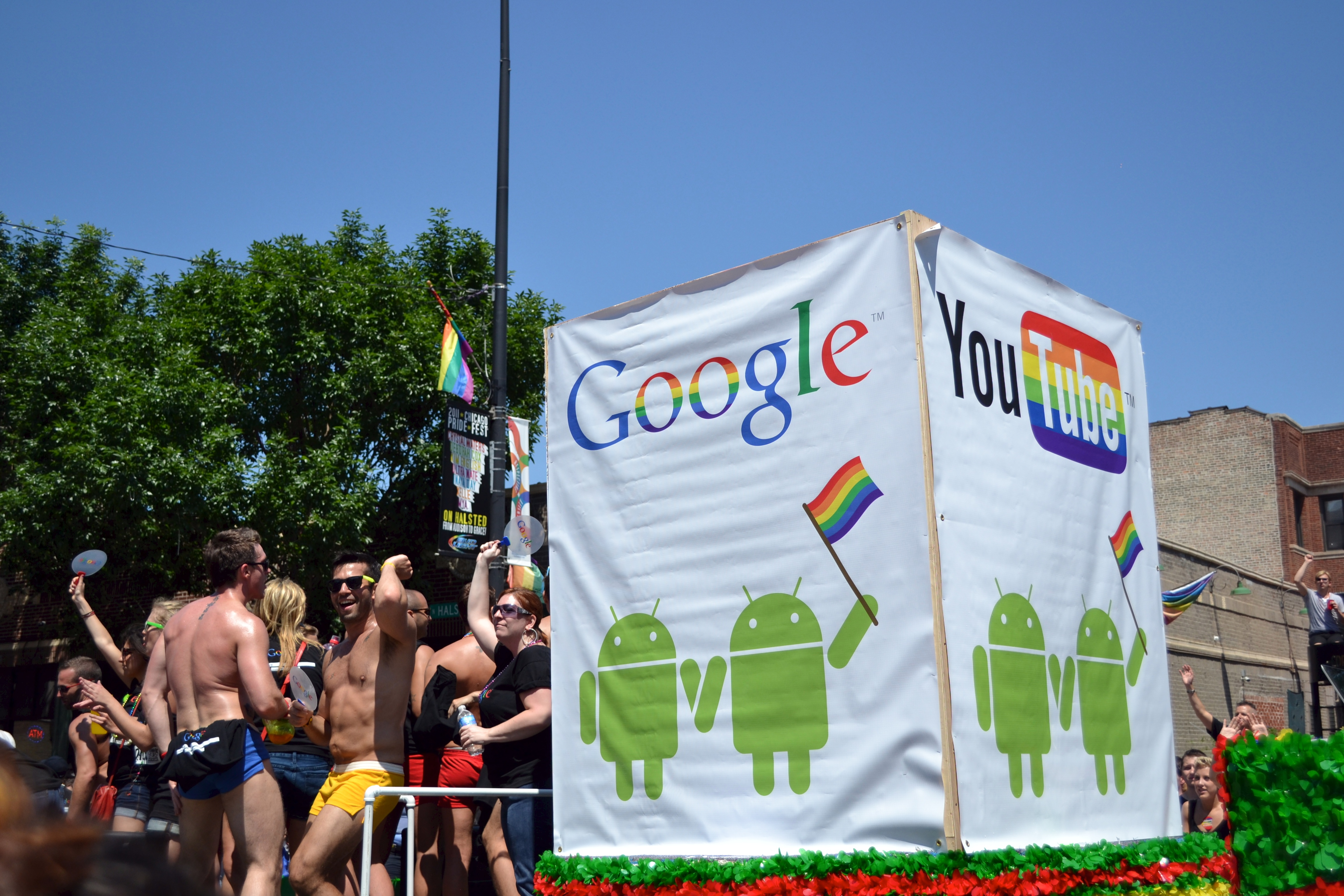
支持LGBT族群的企業

彩虹經濟又叫同志經濟、粉紅經濟，是指因應LGBT族群（女同性戀者、男同性戀者、雙性戀者、跨性別者）需求而生的周邊商機，包括對同志友善的異性戀者，也是彩虹經濟的潛在消費者。
1998年，世界範圍內粉紅經濟在各行業總值達3500億英鎊（約合5600億美元），特別是在娛樂和消費品領域。
2019 年，全球 LGBT 成年人的总购买力约为 3.7 万亿美元。

## 彩虹經濟在美國
彩虹經濟的表現之一，就是通過同性婚姻之後影響最為直接的婚禮產業。據統計，美國通過同性婚姻的三年內，將為聯邦政府及各州帶來約1.87億美元的稅收收入，對美國經濟的貢獻將達26.2億美元。不過，相對於2014年美國17.4萬億美元的GDP總量，同性婚姻的直接經濟影響似乎較為有限。瑞銀（UBS）的首席經濟分析師Paul Donovan認為同性婚姻影響到美國人口的6%到7%，這勢必會對經濟產生影響。一方面，它會提高勞動力流動性。另一方面，可以消除對同性恋群體的歧視，從而提高生產效率。不過，《福布斯》的一篇報導提出了反駁。該報導認為同性恋人口並不高，因此同性婚姻對美國總體經濟的影響很小。
根據美國國際開發總署(USAID)資助加州大學洛杉磯分校，一份調查2011年各國法令對同志的保障程度與其經濟發展成果是否有相關性的研究，其結果顯示「法律認可同性傾向之全球指數」(GILRHO，Global Index on Legal Recognition of Homosexual Orientation)和「人均國民生產毛額」(GDP per capita)及「人類發展指數」(HDI，Human Development Index)之間呈現正相關。該報告中，分析了產生如此相關性的因素：
- 人力資本：國家經濟成長是個人生產力的總和，如果在教育、職場限縮甚至排除了同志族群學習技能或施展長才的機會，或因不友善的職場影響同志的工作表現，如此國家的整體生產力勢必打折扣。
- 後物質主義：物質生活富足之後，人民會開始重視人身自由、平等公民權、尊重少數族群等概念。
- 國家為顯示其現代化及開放而選擇採取接納同志族群的政策，進而招來觀光、外國投資、及跨國貿易夥伴等收益。
- 能力取向：這個理論不再只強調個體創造的收入，而是國家需幫助每個人成為他想要且能夠成為的人，個體都得到自由發展的空間而有更好的生活，也因此除了人均國民生產毛額外，還加入人類發展指數作為評估標準。

在英語詞彙中，粉紅經濟（Pink money）是指同性戀社區的購買力，特別是指政治捐款方面。隨著同性戀權利運動的興起，粉紅經濟已經在部分西方國家（如美國和英國）成為興旺產業。許多企業現在專門迎合同性戀客戶。2015年，美國成年LGBT的購買力達917億美元。
另外，企業若能提倡尊重差異的精神，支持婚姻平權，也能提昇企業的品牌形象，進而開發彩虹經濟的新客源。

## 爭議
粉紅裝飾（英語：Pinkwashing），在同性戀權利運動下，粉色裝飾是指一種營銷和政治策略，指一些企業通過呼籲同性戀友好來宣傳其產品，以使其擁有進步、現代和寬容的形象。這一詞彙最早出現在乳腺癌行動，旨在辨識那些聲稱支持乳腺癌患者，但同時從中獲利的公司。
另外彩虹資本主義（rainbow capitalism），也稱粉色資本主義（Pink capitalism）或同志資本主義（gay capitalism）是一個批判性詞彙，指將LGBTQ運動和性多樣性與資本主義及市場經濟的融合。有人認為彩虹資本主義將LGBT群體的社群推向了主流社會接受的性標準。